# Мучение (фильм)
«Мучение» (фр. Calvaire) — фильм совместного производства Франции, Бельгии и Люксембурга, вышедший на экраны в 2004 году.

## Сюжет
Марк Стивенс — высокомерный поп-певец, давно потерявший былую популярность. Сейчас он вынужден зарабатывать на жизнь гастролируя по домам престарелых и небольшим сельским населённым пунктам. По дороге на один из концертов, фургон Марка ломается, и певец оказывается один в лесу. Он встречает человека, представившегося Борисом, и просит проводить его до ближайшего населённого пункта, или гостиницы.
Борис приводит Марка в дом к господину Бартелю, любезному мужчине, который предлагает ему переночевать у него, а с утра вместе заняться починкой фургона. Но починить его не удаётся, и Стивенсу приходится остаться ещё на один день. Тем временем Бартель становится всё более раздражительным и агрессивным. Он часто говорит о своей сбежавшей жене, и даже намекает, что Марк очень напоминает ему её. Поведение Бартеля становится всё более и более странным, и в конечном итоге он переодевает Стивенса в платье своей жены, и начинает мстить «ей» за все обиды: постоянные измены, побег с другим мужчиной. Никто из жителей деревушки ни только ничего не предпринимает для защиты Марка, но напротив, с позволения Бартеля, тоже кто как может старается проучить «шлюху». Марку удаётся сбежать, но жители деревни начинают преследовать его…

## В ролях
| Актёр          | Роль         |
| -------------- | ------------ |
| Лоран Люка     | Марк Стивенс |
| Бриджит Ляэ    | Вики         |
| Жан-Люк Кучар  | Борис        |
| Жакки Берруайе | Бартель      |
| Филипп Наон    | Роберт       |
| Джо Престиа    | фермер       |